# Nagchu
Pour les articles homonymes, voir Nagchu (homonymie).
Le bourg de Nagchu (tibétain : ནག་ཆུ་གྲོང་རྡལ་, Wylie : nag chu grong rdal, THL : nakchu drongdal ; chinois : 那曲镇 ; pinyin : nàqǔ zhèn ; litt. « Bourg de Nagchu »） également appelé Nagchukha (tibétain : ནག་ཆུ་ཁ, Wylie : nag chu kha), en chinois Nagqu, est la capitale de l'éponyme district de Nagchu et de la préfecture de Nagchu au nord de la région autonome du Tibet, en Chine. Il est situé à environ 250 km au nord-est du centre urbain de Lhassa. En 1999, la ville comptait 24 364 habitants en 2000.
Lors de la visite en 1950 du Thupten Jigme Norbu, un frère aîné du 14e dalaï-lama, Nagchu était une petite ville avec quelques maisons en terre battue. C'était également le siège du chef de district ou préfet, le dzongpon. La localité était alors sur la route des caravanes de la province de l'Amdo à celle de l'U-Tsang. Le site a maintenant une station sur la ligne de chemin de fer Qinghai-Tibet.

## Démographie
La ville de Nagchu comptait 24 364 habitants en 1999.

## Personnalités
- Tsouglag Mawéi Drayang, le 11e et actuel Pawo Rinpoché, est né à Nagchu en 1993.

- Dawa Rinpoché Khenrab Wangchuk